# Nyssodrysternum conspicillare
Nyssodrysternum conspicillare là một loài bọ cánh cứng trong họ Cerambycidae.